# Tenaturris janira
Tenaturris janira é uma espécie de gastrópode do gênero Tenaturris, pertencente a família Mangeliidae.